# Pavel Boháček
Pavel Boháček (* 21. srpna 1976, Česká Lípa) je český publicista, bloger a popularizátor vědy, zejména kosmonautiky a ošetřovatelství.

## Životopis
Vystudoval ošetřovatelství na 3. lékařské fakultě UK.
Studium ošetřovatelství zakončil bakalářskou prací na téma "Bedrest studie a využití jejich poznatků v ošetřovatelství založeném na důkazech."  Pokračoval magisterským studiem oboru Organizace a rozvoj zdravotnických zařízení na Univerzitě Jana Evangelisty Purkyně v Ústí nad Labem. 
Magisterské studium ukončil diplomovou prací na téma "Organizační resilience zdravotnického týmu." Absolvoval také postgraduální studium v oblasti specializované ošetřovatelské péče.

## Práce
Zabývá se problematikou péče o zdraví posádek kosmických lodí a využívání těchto poznatků v péči o pacienty na Zemi. Je autorem mnoha odborných i populárně-vědeckých článků a přednášek. V rámci spolupráce se Space Nursing Society, se zabýval problematikou využívání výsledků výzkumu v oblasti kosmonautiky v péči o nemocné. Je spoluautorem několika odborných článků, zaměřených na problémy, které jsou spojené s pobytem v extrémním prostředí (simulace kosmické mise pod vodní hladinou). Podílel se jako výzkumník na několika analogových simulacích kosmických misí. Věnuje se zkoumání lidských potřeb a možnostmi jejich zajišťování ve zvláštních podmínkách (kosmický let, pobyt v nehostinném prostředí atp.) a problematikou vlivu dlouhodobého upoutání na lůžko na zdravotní stav člověka (bedrest studie). V rámci své publikační činnosti v oblasti ošetřovatelství se jako bloger a zdravotnický publicista věnuje popularizaci a zvyšování atraktivity oboru ošetřovatelství jako vědy, zasazuje se o větší zastoupení mužů v povolání všeobecné sestry, a také se zabývá problematikou resilience zdravotnických týmů v zátěži.